# Alfredo Chabrolín
Alfredo Luis Chabrolín (ur. ?, zm. ?) – argentyński piłkarz, grający podczas kariery na pozycji pomocnika.

## Kariera klubowa
Alfredo Chabrolín podczas piłkarskiej kariery występował w Newell’s Old Boys Rosario. Z Newell’s Old Boys trzykrotnie wygrał lokalną Liga Rosarina de Fútbol w 1921, 1922 i 1929.

## Kariera reprezentacyjna
W reprezentacji Argentyny Chabrolín występował w latach 1922–1924. W reprezentacji zadebiutował 28 września 1922 w wygranym 4-0 meczu z Chile podczas Mistrzostw Ameryki Południowej. 
Na turnieju w Rio de Janeiro wystąpił we wszystkich meczach z Chile, Urugwajem, Brazylią i Paragwajem.
Po raz ostatni w reprezentacji wystąpił 25 maja 1924 w przegranym 0-2 meczu z Urugwajem, którego stawką była Copa Newton. Ogółem w barwach albicelestes wystąpił w 6 meczach.
| Mecze i gole w reprezentacji | Mecze i gole w reprezentacji | Mecze i gole w reprezentacji | Mecze i gole w reprezentacji | Mecze i gole w reprezentacji | Mecze i gole w reprezentacji | Mecze i gole w reprezentacji |
| #                            | Data                         | Miasto                       | Przeciwnik                   | Gol                          | Wynik                        | Rozgrywki                    |
| ---------------------------- | ---------------------------- | ---------------------------- | ---------------------------- | ---------------------------- | ---------------------------- | ---------------------------- |
| 1.                           | 28.09.1922                   | Rio de Janeiro               | Chile                        |                              | 4:0                          | Copa América                 |
| 2.                           | 08.10.1922                   | Rio de Janeiro               | Urugwaj                      |                              | 0:1                          | Copa América                 |
| 3.                           | 15.10.1922                   | Rio de Janeiro               | Brazylia                     |                              | 0:2                          | Copa América                 |
| 4.                           | 18.10.1922                   | Rio de Janeiro               | Paragwaj                     |                              | 2:0                          | Copa América                 |
| 5.                           | 22.10.1922                   | São Paulo                    | Brazylia                     |                              | 1:2                          | Copa Roca                    |
| 6.                           | 25.05.1924                   | Montevideo                   | Urugwaj                      |                              | 0:2                          | Copa Newton                  |